# Fejervarya keralensis
Fejervarya keralensis е вид жаба от семейство Dicroglossidae. Видът не е застрашен от изчезване.

## Разпространение
Разпространен е в Индия.

## Описание
Популацията на вида е стабилна.